# 2023년 동아시안컵 야구 대회
제13회 동아시안컵 야구 대회(영어: XIII BFA Eest Asian Baseball Cup 2023)는 2023년 4월 29일부터 5월 4일까지 태국 방콕에서 개최된 국제 야구 대회이다. 2023년 아시아 야구 선수권 대회의 예선전을 겸하며, 이 대회에서 상위 두 팀이 진출한다. 결과는 필리핀이 우승하고 홍콩이 준우승을 차지하여 2023년 아시아 야구 선수권 대회에 진출하게 되었다. 세계적인 코로나19 범유행으로 국제 야구대회를 한동안 참가하지 못해 랭킹 순위가 크게 하락하거나 순위에서 아예 사라진 동남아시아 국가 야구팀들이 적극적인 참여를 보였다.

## 참가국
- 태국 (79, 개최국)
- 필리핀 (42)
- 홍콩 (54)
- 라오스 (83)
- 말레이시아 (-)
- 싱가포르 (-)
- 캄보디아 (-)

괄호 안의 숫자는 2023년 3월 28일 기준 WBSC 랭킹에 해당한다.

## 조별 예선
- 조편성
  - A조:  태국,  홍콩,  라오스
  - B조:  필리핀,  싱가포르,  말레이시아,  캄보디아

### A조 결과
|  | 슈퍼 라운드 진출    |
|  | 플레이스먼트 라운드 |

| 팀     | 승 | 패 | 승률  | 게임차 | 득점 | 실점 | 승자승 |
| ------ | -- | -- | ----- | ------ | ---- | ---- | ------ |
| 홍콩   | 2  | 0  | 1.000 | -      | 33   | 8    |        |
| 태국   | 1  | 1  | .500  | 1      | 20   | 15   |        |
| 라오스 | 0  | 2  | .000  | 2      | 0    | 30   |        |

### B조 결과
| 팀         | 승 | 패 | 승률  | 게임차 | 득점 | 실점 | 승자승 |
| ---------- | -- | -- | ----- | ------ | ---- | ---- | ------ |
| 필리핀     | 3  | 0  | 1.000 | -      | 56   | 1    |        |
| 싱가포르   | 2  | 1  | .667  | 1      | 26   | 29   |        |
| 캄보디아   | 1  | 2  | .333  | 2      | 11   | 25   |        |
| 말레이시아 | 0  | 3  | .000  | 3      | 10   | 48   |        |

## 플레이스먼트 라운드
| 2023년 5월 2일 09:00 (UTC+7) | 캄보디아 | 0 – 9 | 라오스 | 퀸 시끼릿 스포츠센터 야구장 B |
| 2023년 5월 2일 09:00 (UTC+7) |          |       |        | 퀸 시끼릿 스포츠센터 야구장 B |

| 2023년 5월 3일 09:00 (UTC+7) | 말레이시아 | 1 – 13 (F/7) | 라오스 | 퀸 시끼릿 스포츠센터 야구장 B |
| 2023년 5월 3일 09:00 (UTC+7) |            |              |        | 퀸 시끼릿 스포츠센터 야구장 B |

| 팀         | 승 | 패 | 승률  | 게임차 | 득점 | 실점 | 승자승 |
| ---------- | -- | -- | ----- | ------ | ---- | ---- | ------ |
| 라오스     | 2  | 0  | 1.000 | -      | 22   | 1    |        |
| 캄보디아   | 1  | 1  | .667  | 1      | 7    | 13   |        |
| 말레이시아 | 0  | 2  | .333  | 2      | 5    | 20   |        |

## 슈퍼 라운드
| 2023년 5월 2일 09:00 (UTC+7) | 태국 | 4 – 12 | 필리핀 | 퀸 시끼릿 스포츠센터 야구장 A |
| 2023년 5월 2일 09:00 (UTC+7) |      |        |        | 퀸 시끼릿 스포츠센터 야구장 A |

| 2023년 5월 2일 13:00 (UTC+7) | 싱가포르 | 0 – 3 | 홍콩 | 퀸 시끼릿 스포츠센터 야구장 A |
| 2023년 5월 2일 13:00 (UTC+7) |          |       |      | 퀸 시끼릿 스포츠센터 야구장 A |

| 2023년 5월 3일 09:00 (UTC+7) | 싱가포르 | 10 – 0 (F/7) | 태국 | 퀸 시끼릿 스포츠센터 야구장 A |
| 2023년 5월 3일 09:00 (UTC+7) |          |              |      | 퀸 시끼릿 스포츠센터 야구장 A |

| 2023년 5월 3일 13:00 (UTC+7) | 홍콩 | 1 – 8 | 필리핀 | 퀸 시끼릿 스포츠센터 야구장 A |
| 2023년 5월 3일 13:00 (UTC+7) |      |       |        | 퀸 시끼릿 스포츠센터 야구장 A |

|  | 결승전 진출       |
|  | 3·4위 결정전 진출 |

| 팀       | 승 | 패 | 승률  | 게임차 | 득점 | 실점 | 승자승 |
| -------- | -- | -- | ----- | ------ | ---- | ---- | ------ |
| 필리핀   | 3  | 0  | 1.000 | -      | 40   | 5    |        |
| 홍콩     | 2  | 1  | .667  | 1      | 19   | 16   |        |
| 싱가포르 | 1  | 2  | .333  | 2      | 10   | 23   |        |
| 태국     | 0  | 3  | .000  | 3      | 12   | 37   |        |

### 3·4위 결정전
| 2023년 5월 4일 09:00 (UTC+7) | 태국 | 13 – 0 (F/7) | 싱가포르 | 퀸 시끼릿 스포츠센터 야구장 A |
| 2023년 5월 4일 09:00 (UTC+7) |      |              |          | 퀸 시끼릿 스포츠센터 야구장 A |

### 결승전
| 2023년 5월 4일 13:00 (UTC+7) | 홍콩 | 2 – 10 | 필리핀 | 퀸 시끼릿 스포츠센터 야구장 A |
| 2023년 5월 4일 13:00 (UTC+7) |      |        |        | 퀸 시끼릿 스포츠센터 야구장 A |

### 최종 순위
|  | 아시아 야구 선수권 대회 진출 |

| 순위 | 팀         |
| ---- | ---------- |
| 1    | 필리핀     |
| 2    | 홍콩       |
| 3    | 태국       |
| 4    | 싱가포르   |
| 5    | 라오스     |
| 6    | 캄보디아   |
| 7    | 말레이시아 |

| 2023년 동아시안컵 야구 대회 |
| --------------------------- |
| 필리핀 6번째 우승           |